# 關榕祚
關榕祚（？—？），廣西桂林府臨桂縣（今廣西壯族自治區桂林市）人，清朝政治人物、進士出身。
光緒十一年，鄉試中舉，光緒十六年，登進士，同年五月，著主事，分部学习，授吏部學習行走。光緒二十五年，任吏部主事。次年，升任吏部員外郎。光緒二十七年，任吏部郎中，同年改山東道監察御史。光緒二十八年，任雲南曲靖府知府，后任江西廣信府知府。